# Imigração no Chile
As imigrações no Chile deixaram marcas demográficas, culturais, econômicas e históricas no país. O Chile recebeu pessoas de diversos locais do mundo, pessoas estas que formaram comunidades estrangeiras no país. As maiores ondas migratórias são provenientes da própria América Latina, Europa e Oriente Médio, durante os séculos XIX e XX. Na atualidade, os imigrantes são principalmente de origem sul-americana (principalmente dos países vizinhos). Também existe uma nova imigração Asiática. Os grupos de imigrantes tem diversas e origens e motivações. O último informe da Organização Internacional para as Migrações, registra em 2008 cerca de 415000 estrangeiros legalizados no país, isso representa 2,1% da população nacional.

## Tabela de imigração
| Ano  | População total | População inmigrante Fonte | População inmigrante Fonte | População inmigrante Fonte | População inmigrante Fonte | População inmigrante Fonte |
| Ano  | População total | Total                      | %                          | Europeus                   | Americanos                 | Outros                     |
| ---- | --------------- | -------------------------- | -------------------------- | -------------------------- | -------------------------- | -------------------------- |
| 1865 | 1.819.223       | 21.982                     | 1,21%                      | 53,7%                      | 41,4%                      | 4,9%                       |
| 1875 | 2.075.971       | 25.199                     | 1,21%                      | 62,3%                      | 33,0%                      | 4,7%                       |
| 1885 | 2.057.005       | 87.077                     | 4,23%                      | 30,1%                      | 67,2%                      | 2,7%                       |
| 1907 | 3.249.279       | 134.524                    | 4,5%                       | 53,3%                      | 42,7%                      | 4,0%                       |
| 1920 | 3.731.593       | 114.114                    | 3,06%                      | 60,0%                      | 31,2%                      | 8,9%                       |
| 1930 | 4.287.445       | 105.463                    | 2,46%                      | 60,0%                      | 24,6%                      | 15,4%                      |
| 1940 | 5.023.539       | 107.273                    | 2,14%                      | 67,2%                      | 21,7%                      | 11,1%                      |
| 1952 | 5.932.995       | 103.878                    | 1,75%                      | 55,9%                      | 23,4%                      | 20,7%                      |
| 1960 | 7.374.115       | 104.853                    | 1,42%                      | 60,9%                      | 26,1%                      | 13,0%                      |
| 1970 | 8.884.768       | 90.441                     | 1,02%                      | 53,3%                      | 34,4%                      | 12,3%                      |
| 1982 | 11.275.440      | 84.345                     | 0,75%                      | 31,8%                      | 54,5%                      | 13,7%                      |
| 1992 | 13.348.401      | 114.597                    | 0,86%                      | 20,1%                      | 65,1%                      | 14,8%                      |
| 2002 | 15.116.435      | 184.464                    | 1,22%                      | 17,2%                      | 71,8%                      | 11,0%                      |